# Susumu Yokota
Susumu Yokota (横田進?; 1961 – 27 marzo 2015) è stato un musicista giapponese.

## Stile musicale
La sua musica spazia fra diverse varianti della musica elettronica quali la techno, l'ambient e il breakbeat. Dopo essersi cimentato nella musica da ballo, il suo stile si è votato a un formato più melodico a partire dalla seconda metà degli anni novanta. A conferma di questa transizione vi sono il minimalismo e la musica d'ambiente di Sakura (2000) e Grinning Cat (2001), due fra i suoi album più apprezzati. Secondo una dichiarazione della Lo Recordings la musica di Yokota è "interamente individuale, sempre esoterica e mai intenzionalmente autoreferenziale". Suoi sono album pubblicati con vari nomi d'arte fra cui Ebi, Stevia, Prism e Anima Mundi.

## Discografia parziale

### Come Susumu Yokota
- 1993 - The Frankfurt-Tokyo Connection
- 1994 - Acid Mt.Fuji
- 1997 - Cat, Mouse and Me
- 1998 - Magic Thread
- 1998 - Image 1983
- 1998 - 1998
- 1999 - Mix
- 1999 - 1999
- 2000 - Zero
- 2000 - Sakura
- 2001 - Will
- 2001 - Grinning Cat
- 2002 - Sound of Sky
- 2002 - The Boy and the Tree
- 2003 - Laputa
- 2003 - Over Head
- 2004 - Symbol
- 2004 - Baroque
- 2005 - Distant Sounds of Summer (con i Rothko)
- 2006 - Wonder Waltz
- 2006 - Triple Time Dance
- 2007 - Love or Die
- 2009 - Mother
- 2009 - Psychic Dance
- 2010 - Kaleidoscope
- 2012 - Dreamer

### Come Anima Mundi
- 1996 - Anima:Beat

### Come Ebi
- 1994 - Zen
- 1996 - Ten

### Come Prism
- 1995 - Metronome Melody
- 1997 - Fallen Angel

### Come Stevia
- 1997 - Fruits of the Room
- 1998 - Susumu Yokota Presents Stevia